# یوان میره ملیک
یوان میره ملیک ( انگلیسی: Ioan Mire Melik; ۹ اوت ۱۸۴۰ – ۲۹ ژانویهٔ ۱۸۸۹) ریاضی‌دان، آموزگار، روزنامه‌نگار، نویسنده و چهره سیاسی ارمنی‌تبار اهل (والاچیا) رومانی بود. وی عضو انجمن ادبی رومانیایی en:Junimea بود. وی عضو مجلس نمایندگان رومانی نیز بود.

## زندگی‌نامه
وی با نام اصلی (رومانیایی: Iacob Ioan Miren Melik) در ۹ اوت ۱۸۴۰ در بخارست به دنیا آمد و از مدرسه عالی ملی معدن پاریس فارغ‌التحصیل گشت. وی همچنین برنده جوایزی همچون Benemerenti medal (۱۸۸۰) و Order of the Star of Romania (۱۸۸۴) شد. وی در ۲۹ ژانویهٔ ۱۸۸۹ در سن ۴۸ سالگی درگذشت.